# Homorthodes reliqua
Homorthodes reliqua är en fjärilsart som beskrevs av Smith 1899. Homorthodes reliqua ingår i släktet Homorthodes och familjen nattflyn. Inga underarter finns listade i Catalogue of Life.